# Journal of Physiology and Biochemistry
The Journal of Physiology and Biochemistry, abreviado J. Physiol. Biochem., es una revista científica publicada por Springer-Verlag. La revista es una publicación oficial de la Universidad de Navarra. Fue fundada por Juan Jiménez Vargas, en Barcelona, en 1945 nombre de Revista española de fisiología, y contó con el respaldo del Consejo Superior de Investigaciones Científicas.
Jiménez Vargas la fundó con la idea de establecer un canal de comunicación entre los fisiólogos españoles y los de otros países. La revista comenzó publicándose en Barcelona (1945-1966), para posteriormente publicarse en Pamplona —desde 1967—, cuando se vinculó al Departamento de Fisiología Animal de la Universidad de Navarra.
Sus primeros directores fueron los doctores Juan Jiménez Vargas (1945-1989) y Francisco Ponz (1945-2009). La doctora Ana María Barber fue codirectora  —desde 1994—, y editora (2010-2014). A partir del año 1996 (vol. 52), se decidió el cambio de la denominación de la publicación al que tiene desde entonces Journal of Physiology and Biochemistry (JPBY).
La revista aparece con cuatro números por año y publica artículos que tratan aspectos de fisiología, bioquímica y biología molecular.
En 2010, la revista se publica con la editorial holandesa Springer —denominada posteriormente Springer-Nature—. Las editoras eran María Pilar Lostao (desde 2010) y María Jesús Moreno Aliaga (desde 2015). La incorporación a la editorial Springer-Nature supuso una notable mejora en la gestión y en la visibilidad, calidad y factor de impacto que en el 2022 se situó en 3,4.Según las estadísticas de Journal Ranking on Biochemistry, la revista con este factor de impacto ocupa el puesto 157 (Q2) entre 445 revistas en la categoría de Bioquímica y el 67 (Q2) entre 193 revistas en la categoría de Fisiología.